# Acrolophus vigia
Acrolophus vigia är en fjärilsart som beskrevs av Beutelspacher 1969. Acrolophus vigia ingår i släktet Acrolophus och familjen Acrolophidae. Inga underarter finns listade i Catalogue of Life.